# WRC 4
Pour le jeu vidéo de 2013, voir WRC 4: FIA World Rally Championship.
WRC 4 est un jeu vidéo de course de rallye développé par Evolution Studios et édité par SCEE, sorti en 2004 sur PlayStation 2.

## Accueil
- Famitsu : 32/40[1]
- Jeuxvideo.com : 16/20[2]